# Longavesnes
Longavesnes település Franciaországban, Somme megyében. Lakosainak száma 72 fő (2022. január 1.). Longavesnes Guyencourt-Saulcourt, Liéramont, Marquaix, Templeux-la-Fosse, Tincourt-Boucly és Villers-Faucon községekkel határos.

## Népesség
A település népességének változása:
| Lakosok száma | 86   | 88   | 91   | 86   | 82   | 79   | 77   | 73   | 72   |
|               | 2013 | 2015 | 2016 | 2017 | 2018 | 2019 | 2020 | 2021 | 2022 |